# 花撫あや
花撫 あや（かなで あや）  は、日本のAV女優。ボディコーポレーション所属。

## 人物
・出身地：東京
・趣味：料理、旅行
・好きな食べ物：紅茶、ファミチキ

## 略歴
元レースクイーン、イベントコンパニオン。
オートメッセや鈴鹿8時間耐久などで活動していた。
Like a windやケンコバのバコバコテレビにもテレビ出演している。
レースクイーン引退後にアイドルの衣装制作をする縫製士の仕事をしていた事もあり洋裁が得意。
2020年にプレステージKANBiより「池谷佳純」としてAVデビュー。
2022年移籍に伴い芸名を「花撫あや」に改名。

## 出演作品

### アダルトビデオ
2020年
- KANBi史上最高にエロい人妻 熟れムチGカップ 39歳 池谷佳純 AVデビュー 多数の乱交パーティーに定期参加中のど淫乱人妻がデビュー！！(8月28日、プレステージ) ※「池谷佳純」名義
- 憧れの女上司と 池谷佳純(11月26日、タカラ映像) ※「池谷佳純」名義
- おしゃれマスク熟女ナンパ生ハメSEX 美意識高めおばさんは性欲も高め！？(12月4日、クリスタル映像) ※「池谷佳純」名義
- この世は男と女だけ 義父に抱かれ続けた後 池谷佳純(12月10日、タカラ映像) ※「池谷佳純」名義

2021年
- 憧れの兄嫁と 池谷佳純(1月14日、タカラ映像) ※「池谷佳純」名義
- 今すぐヤリたい欲求不満なGカップ美人妻 旦那の部下に酔わされ、寝取られ、調教され…池谷佳純(2月10日、センタービレッジ) ※「池谷佳純」名義
- 全国熟女捜索隊 田舎に泊まろう！埼玉・秩父編 池谷佳純(2月19日、ルビー) ※「池谷佳純」名義
- 突然押しかけてきた嫁の姉さんに抜かれっぱなしの1泊2日 池谷佳純(2月24日、VENUS) ※「池谷佳純」名義
- お色気P●A会長と悪ガキ生徒会 池谷佳純(3月4日、グローリークエスト) ※「池谷佳純」名義
- 黒パンスト破って生挿入！アンタ、こういう騎乗位の方が興奮するんでしょ？(5月6日、グローリークエスト) ※「池谷佳純」名義
- 真・異常性交 四十路母と子 其ノ拾四 息子に襲われたGカップ欲求不満母 池谷佳純(5月10日、グローバルメディアエンタテインメント) ※「池谷佳純」名義
- 母子交尾【東古屋湖路】 池谷佳純(7月7日、ルビー) ※「池谷佳純」名義
- グローバルメディア20周年記念特別作品 極上！！熟女・人妻 官能ドラマの世界 70作品8時間（2枚組）(8月10日、グローバルメディアエンタテインメント) ※「池谷佳純」名義
- 夫婦水入らずの旅行で隣のクソガキに寝取られた 池谷佳純(8月19日、ルビー) ※「池谷佳純」名義
- 逃亡者と私 池谷佳純(9月1日、プラネットプラス) ※「池谷佳純」名義
- グローバルメディア20周年記念特別作品！！最新人気シリーズベスト 20作品240分 今回のためだけに新規編集でオイシイところだけ詰め込んだヌキどころ満載の大満足な4時間 母と子シリーズ ベスト20(10月10日、グローバルメディアエンタテインメント) ※「池谷佳純」名義
- ネトラレーゼ 部下とまさか…池谷佳純(10月28日、タカラ映像) ※「池谷佳純」名義
- 息子の嫁を妄想で寝取る義父 池谷佳純(10月29日、Nadeshiko) ※「池谷佳純」名義
- 新・麗しの熟女湯屋 濃厚ねっとり高級ソープ 池谷佳純(12月10日、グローバルメディアエンタテインメント) ※「池谷佳純」名義
- 闇マッサージサロンの罠に堕ちた主婦 睡眠薬を盛られて昏●中に中出しされ、覚醒後は媚薬オイル施術を施されドM輪●でイキ狂う人妻の子宮 池谷佳純(12月24日、熟女塾/エマニエル) ※「池谷佳純」名義
- 「お母さんを許して」娘の旦那のデカチンに我を忘れてイキまくる母…第二章 池谷佳純(12月27日、グラフィティジャパン) ※「池谷佳純」名義
- 熟女・人妻・母 レ●プ 100人 8時間 犯●れ悶え喘ぐ女たち（2枚組）(12月28日、ケイ・エム・プロデュース) ※「池谷佳純」名義

2022年
- パイパン熟女12人BEST VOL.03(1月5日、プラネットプラス) ※「池谷佳純」名義
- プロデューサー厳選！！絶対に見て欲しい熟女30人 撮影現場でマジ勃起した絶対ヌケるスケベ映像 30人 4時間(1月10日、グローバルメディアエンタテインメント) ※「池谷佳純」名義
- 四十路美熟女に中出し12人VOL.03(2月5日、プラネットプラス) ※「池谷佳純」名義
- 中高年の密着ねっとり交尾 本気で愛し合う濃厚で情熱的な熟年夫婦セックス 20人 4時間(3月10日、グローバルメディアエンタテインメント) ※「池谷佳純」名義
- 発情した身体を抑えられない！美熟女オナニーBEST20人VOL.02(4月15日、Nadeshiko) ※「池谷佳純」名義
- 熟れた人妻の蒸れ蒸れムラムラパンスト足(4月24日、熟女塾/エマニエル) ※「池谷佳純」名義
- 義母さんだって孕みたい。池谷佳純(5月24日、タカラ映像) ※「池谷佳純」名義
- 闇マッサージサロンの罠に堕ちた主婦たち 睡眠薬を盛られて昏●中に中出しされ、覚醒後は媚薬オイル施術を施されドM輪●でイキ狂う人妻の子宮(6月24日、熟女塾/エマニエル) ※「池谷佳純」名義
- 絶対的美淑女メーカー KANBi BEST 8時間 vol.05 KANBiの歴史を彩る美人妻の初撮りデビュー作8作品を厳選収録！！ (7月15日、プレステージ(KANBi PREMIUM BEST)) ※「池谷佳純」名義
- 厳選！！麗しの熟女湯屋 濃厚ねっとり熟女の中出しソープ 20人 4時間(9月10日、グローバルメディアエンタテインメント) ※「池谷佳純」名義
- やっぱり熟女が一番エロい！！22人VOL.02(9月24日、 KSB企画/エマニエル ) ※「池谷佳純」名義
- 母親強● ～息子に犯●れて…禁断の近親相姦＆中出し！！～ 100人 8時間(10月14日、ケイ・エム・プロデュース) ※「池谷佳純」名義

2024年
- カメラの前でおしっこする女 5（11月26日、グローリークエスト) ※「池谷佳純」名義